# Operatore socio-sanitario
L'operatore socio-sanitario, abbreviato in OSS è una figura professionale che opera nel settore socio-sanitario.

## Caratteristiche
La sua attività lavorativa è orientata al soddisfacimento dei bisogni primari delle persone ed a favorire il benessere e l'autonomia delle stesse.
L'OSS può svolgere l'attività in: 
- Ospedali pubblici
- Strutture socio sanitarie private o convenzionate come le R.S.A. (Residenza Sanitaria Assistenziale), R.A.F. (Residenza Assistenziale Flessibile per disabili di tipo "A" e "B")
- Comunità per minori/psichiatriche/cliniche di recupero
- Servizi di assistenza domiciliare specializzata presso consorzi dei servizi sociali o privati
- Scuole: assistenza alunni con disabilità durante l'orario scolastico.

## Normativa
La figura dell'operatore socio sanitario venne istituita con l'accordo del 22 febbraio 2001 ("Accordo tra il Ministero della Sanità, il Ministero per la solidarietà sociale, le Regioni e le province autonome di Trento e Bolzano")., normativa di riferimento per tutti i professionisti OSS.
I compiti e le attività del profilo professionale sono declinati negli allegati A, B e C del citato Accordo, può inoltre occuparsi di attività sanitarie in collaborazione con altre figure professionali.
Ha convogliato progressivamente le precedenti figure che si occupavano di assistenza di base, sia nell'area sanitaria ("Operatore tecnico-assistenziale", "Assistente di base") che nell'area sociale ("Ausiliario socio-assistenziale" e "Assistente domiciliare"), integrando funzioni, compiti e competenze delle due aree in un unico contesto.
L'OSS può lavorare come dipendente o in via autonoma con partita IVA, in strutture pubbliche e private (nel settore pubblico, nel CCNL "Sanità" è inquadrato nella categoria Bs e nel contesto privato (AIOP e ARIS) è inquadrato ai livelli B2 o B3. La legge-delega 3/2018, nell'istituire l'area delle professioni socio-sanitarie, ha ricondotto la figura dell'OSS nell'ambito della stessa.
La normativa delle singole Regioni e Province autonome può, in via integrativa, stabilire ulteriori disposizioni in materia di percorsi formativi e compiti degli operatori.
Nel gennaio 2019 la figura è stata istituita anche nel servizio di sanità militare delle forze armate italiane che, insieme all'Operatore logistico della sanità sostituisce quella dell'"aiutante di sanità".

## Compiti e funzioni
L'OSS non agisce per delega, svolge la propria attività in autonomia nell'assistenza di base, rispettando i compiti dettati dal proprio profilo professionale, collaborando e aiutando le altre figure professionali. (vedi mansionario specifico del "22 febbraio 2001 pubblicato sulla G.U. n. 91 del 19/04/2001) in seno alla conferenza Stato Regioni.
Agisce autonomamente nell'assistenza di base, indirizzata ai pazienti totalmente o parzialmente autosufficienti nelle attività quotidiane. È presente durante la permanenza delle persone negli ospedali, cliniche private o presta assistenza di base autonomamente nell'ambito domiciliare. Il suo compito è quello di svolgere attività che aiutino le persone a soddisfare i propri bisogni primari: l'alimentazione, l'igiene personale, attività finalizzate al recupero e di mobilizzazione, trasporto in barella. Si occupa del rilevamento dei parametri vitali, di effettuare piccole medicazioni, aiuta nella somministrazione della terapia orale, al trasporto di materiali biologici, nella preparazione dei materiali da sterilizzazione. Si occupa del mantenimento e dello sviluppo del livello di benessere, promuovendone l'autonomia e l'autodeterminazione. La sua attività è regolamentata grazie al mansionario specifico, in ambito assistenziale, sociale e sanitario. Opera in base al reparto/ambito specialistico di appartenenza e agisce in collaborazione con figure sanitarie, principalmente con l'infermiere, il fisioterapista e l'ostetrico oltre che con il medico, il dietista, l'educatore professionale, l'assistente sociale.
In area sanitaria può occuparsi con qualche limitato margine di autonomia prodotto dalla delega in seno alla legge del 21 febbraio 2001, solo dell'assistenza di base al paziente, mentre può occuparsi di ulteriori attività solo dietro precisa attribuzione (non di delega) e indicazioni dell'infermiere (come stabilito dai rispettivi profili professionali nazionali e normativa regionale), oltre che di interventi relazionali con l'utente (area sociale). 

## La formazione
La formazione è competenza di Regioni e Province autonome; l'attestato di qualifica professionale si consegue al termine di un percorso formativo della durata di circa 1000 ore (composte rispettivamente da 450 ore di teoria, 100 ore di esercitazioni e 450 di tirocinio, comprensive di esame finale) organizzate in maniera differente a seconda dell'Ente che gestisce il percorso formativo.
Le materie di studio sono raggruppate in quattro aree:
- "Area socio-culturale, istituzionale e legislativa", che comprende materie del tipo: legislazione socio-sanitaria e previdenziale, organizzazione dei servizi sul territorio, sociologia.
- "Ambito professionale specifico, area psicologica e sociale", che comprende materie del tipo: dinamiche di gruppo, psicologia della relazione, pedagogia.
- "Area igienico-sanitaria", che comprende materie del tipo: igiene della persona, tecniche di base preventive e riabilitative, rilevazione dei parametri vitali, elementi di primo soccorso, studio delle principali patologie debilitanti.
- "Area tecnico-operativa", che comprende materie del tipo: attività domestico-alberghiere, di assistenza domiciliare e tutelare, piani di intervento (PAI e PEI), animazione, interventi di socializzazione, informatica di base.

Il tirocinio dura 450 ore, normalmente con impegno a tempo pieno. Al termine del corso è previsto un esame finale di fronte ad apposita commissione d'esame, comprendente una prova scritta, una pratica ed una orale, con il superamento della quale si ottiene l'attestato di qualifica valido su tutto il territorio nazionale.